# Édouard Deverin
Édouard Georges Eugène Deverin, né le 6 juin 1881 à Paris, où il est mort le 30 avril 1946, est un écrivain, journaliste, syndicaliste et illustrateur français.

## Biographie
Fils d'Henri Deverin, membre du Syndicat de la Presse artistique, il naît le 6 juin 1881 dans le 11e arrondissement de Paris.
Il expose au Salon des humoristes de 1914 à 1923, au Salon des écrivains de 1925 organisé par lui-même et André Warnod et au Salon du Sud-Est, à Lyon, en 1926.
Dessinateurs pour les revues L'Œuvre et Music-hall illustré, avec Roger Deverin, on lui doit en 1911 les illustrations de Flânes.
Il meurt le 30 avril 1946 en son domicile, au no 65, rue Claude-Bernard dans le 5e arrondissement, et, est inhumé  au Cimetière parisien de Thiais (46e division).

## Publications
- 1907 : Le Passant qui regarde, E. Sansot & Cie
- 1909 : Le Confluent, Union Internationale d'Éditions
- 1911 : Flânes, suivi de Jouets à treize, chez l'auteur
- 1919 : Feuillets : (1914-1918), Maison d'Art et d’Édition
- 1926 : D'Euripide et de Dante à Max Jacob, Jouve
- 1931 : Du chemin des dames au G.Q.G.: R.A.S. 1914-1919, dessins de Richard Maguet, Les étincelles